# Hallucigenia

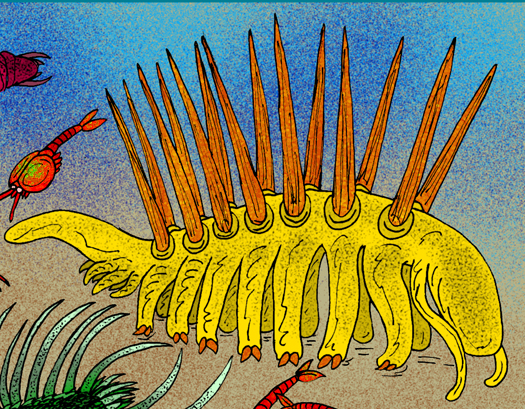
Częściowo nieaktualna rekonstrukcja H. sparsa. Głowa z lewej.

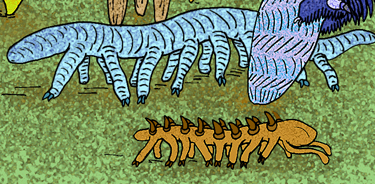
Częściowo nieaktualna rekonstrukcja H. fortis. Głowa z lewej.

Hallucigenia – rodzaj wymarłego zwierzęcia, którego pozostałości odkryto na bogatym w kambryjskie skamieniałości stanowisku łupków z Burgess w Kolumbii Brytyjskiej, prowincji Kanady.
Zwierzę zostało nazwane przez Simona Conwaya Morrisa z powodu swojego niezwykłego wyglądu. Był to bezkręgowiec o robakowatym wyglądzie, zaopatrzony w siedem par wydłużonych kończyn oraz siedem par kolczastych wyrostków wyrastających z jego grzbietowej strony. Długość zwierzęcia wahała się między pięcioma milimetrami a trzema centymetrami. Odkryte skamieliny posiadały też u jednego końca sferyczne zakończenie, utożsamiane przez wielu naukowców z głową. Jednakże nie odnaleziono śladów po jakichkolwiek organach – oczach, otworze gębowym, które zazwyczaj znajdują się na głowie. Nietypowy wygląd hallucigenii i jej pozycja w systematyce zwierząt przez lata była przedmiotem gorących dyskusji. Kontrowersje wśród naukowców budził wygląd zwierzęcia, przeznaczenie poszczególnych „organów”, położenie „przodu” i „tyłu”, sposób poruszania się i odżywiania. Istniała nawet hipoteza, że nie była oddzielnym organizmem, lecz odnalezione pozostałości stanowią fragment nieznanego kambryjskiego zwierzęcia. Prawdopodobnie, wśród obecnie żyjących bezkręgowców, najbliżej spokrewnione z nimi są pratchawce.
W roku 1991 Lars Ramsköld i Hou Xianguang znaleźli w Chinach skamieniałości zwierząt o niemal identycznym do hallucigenii wyglądzie. Obecnie znane są dwa gatunki hallucigenii: środkowokambryjska H. sparsa z Kanady i dolnokambryjska H. fortis z Chin. W roku 1992 Lars Ramsköld zasugerował, że sferyczny kształt utożsamiany do tej pory z głową jest w istocie plamą resztek organicznych powstałą w momencie śmierci zwierzęcia. W 2015 roku naukowcom pod kierunkiem Martina Smitha i Jean-Bernarda Carona z Uniwersytetu w Cambridge udało się wreszcie określić przód zwierzęcia. Po przeskanowaniu około 100 skamielin pod mikroskopem elektronowym Smith odnalazł słabo wykształconą głowę na końcu długiej szyi, powszechnie uznawanej do tej pory za ogon. Zaobserwował parę prostych oczu oraz otwór gębowy, przystosowany najprawdopodobniej do ssania, otoczony wianuszkiem zębów. Zwierzę prawdopodobnie poruszało się po dnie na zaskakująco wątłych i słabych odnóżach, chroniąc się przed drapieżnikami za pomocą kolców na grzbiecie (wczesne teorie często myliły je ze słabo zachowanymi kończynami). Nowe odkrycie pozwoli na bardziej precyzyjne umieszczenie hallucigenii w drzewie ewolucji. Z punktu widzenia systematyki szczególnie ważne jest odkrycie zębów wewnątrz przełyku. W opinii Smitha są one kolejną anatomiczną cechą, poza linieniem, łączącą klad wylinkowców.
Hallucigenia zainspirowała Hajime Isayamę do stworzenia robakowatej postaci w mandze Atak Tytanów.